# Cmentarz komunalny w Piasecznie
Cmentarz komunalny w Piasecznie, cmentarz w Piasecznie, cmentarz w Julianowie – cmentarz komunalny znajdujący się w mieście Piaseczno w gminie miejsko-wiejskiej Piaseczno, w powiecie piaseczyńskim, w wojewódzitwie mazowieckim. 

## Historia
Cmentarz powstał w 1964.
Na cmentarzu znajduje się między innymi urządzona w latach 90. XX wieku, mogiła żołnierzy poległych w I wojnie światowej, których szczątki przeniesiono ze zlikwidowanego w latach 70 XX wieku cmentarza polowego, położonego w po północnej stronie skrzyżowania ulicy Puławskiej z ulicą Fabryczną w Piasecznie.  Spoczywają w niej żołnierze rosyjscy polegli w Piasecznie w czasie walk w 1914 roku oraz żołnierze zmarli w szpitalu polowym, urządzonym w domu lekarza miejskiego doktora Antoniego Jaszczołta przy ul Fabrycznej.
18 lipca 2019 roku na cmentarzu pochowano trzydziestu żołnierzy Carskich poległych w październiku 1914 roku w okolicach Piaseczna, których szczątki odkryto w trakcie budowy hal magazynowych i ekshumowano w czerwcu tego samego roku. Szczątki pochowano w kwaterze C5 rząd 7.
W maju 2020 na cmentarzu została pochowana 16-letnia, Kornelia Krassowska – ofiara głośnego zabójstwa z lutego tego samego roku, której ciało odnaleziono 26 kwietnia.

## Osoby pochowane na cmentarzu
- Henryk Borucz (1921–1984) – polski piłkarz[10]
- Roman Chełchowski (1940–2022) – polski działacz samorządowy i wykładowca akademicki, wicestarosta piaseczyński I kadencji[11][12]
- Jerzy Dusza (1928–2023) – polski działacz społeczny, prezes Towarzystwa Przyjaciół Piaseczna oraz Honorowy Obywatel Gminy Piaseczno[13]
- Wiesław Gawłowski (1950–2000) – polski siatkarz, trener, mistrz świata z Meksyku 1974 i mistrz olimpijski z Montrealu 1976[14]
- Stefan Hajduk (1933–1993) – polski zapaśnik, trener, olimpijczyk z Rzymu 1960[15]
- Henryk Janicki (1935–2021) – polski działacz samorządowy, burmistrz gminy Piaseczno w latach 1990–1994[16][17]
- Eustachy Krak (1903–1972) – polski historyk, działacz konspiracji w trakcie okupacji niemieckiej, komendant Kierownictwa Walki Podziemnej w Warszawie[18]
- Czesław Krassowski (1917–1985) – polski architekt, historyk architektury, historyk sztuk[19]
- Andrzej Lach (1957–2021) – polski działacz harcerki, harcmistrz, komendant Hufca ZHP im. Bohaterów Pokoju w Piasecznie w latach 1991–2003, jeden z założycieli oraz wieloletni prezes Harcerskiego Klubu Turystyki Kwalifikowanej „Kołek”[20][21]
- Mieczysław Mełnicki (1938–2019) – polski dżokej oraz trener jeździecki[22][23]
- Leokadia Nastały (1932–2024) – polska malarka, założycielka Grupy Plastycznej Piaseczno oraz Honorowa Obywatelka Gminy Piaseczno[24]
- Katarzyna Pospieszyńska (1930–2007) – polska autorka książek kulinarnych[25]
- Zbyszko Siemaszko (1925–2015) – polski fotograf[26][27]
- Piotr Skórzewski (1927–2014) – polski polityk, poseł na Sejm PRL VII i VIII kadencji[28]
- Maria Straszewska (1919–2021) – polska historyczka literatury[29][30]
- Walenty Suda (1916–1998) – polska żołnierz konspiracji w trakcie okupacji niemieckiej, komendant Obwodu Mińsk Mazowiecki AK[31]
- Michał Wierusz-Kowalski (1975–2016) – polski  historyk, medioznawca, wykładowca akademicki, dziennikarz prasy hipologicznej, działacz jeździecki[32]
- Waldemar Woźniak (1954–2003) – polski gimnastyk, olimpijczyk z Moskwy 1980[33]
- Jerzy Zass (1938–2022) – polski aktor[34]

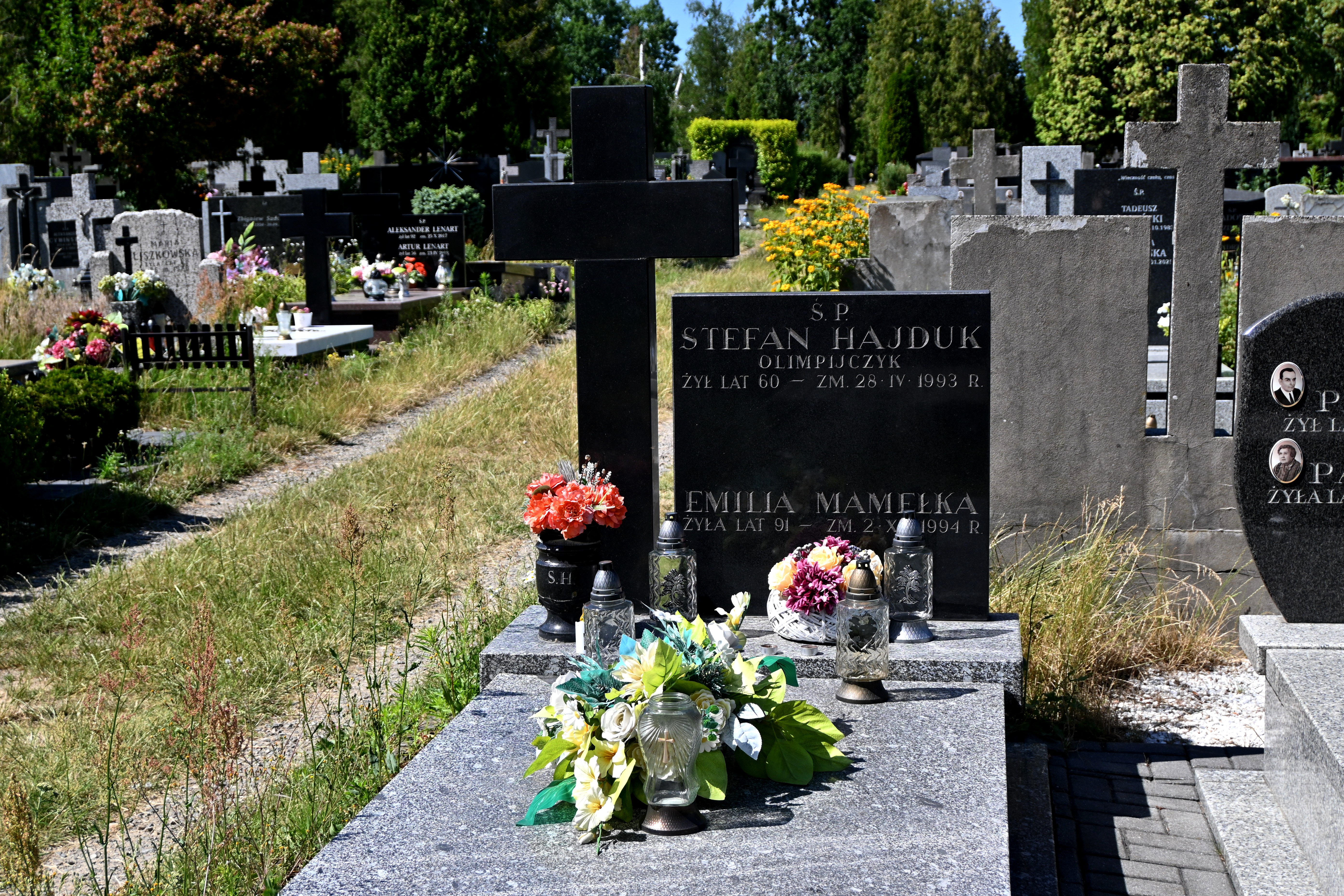
Grób olimpijczyka Stefana Hajduka
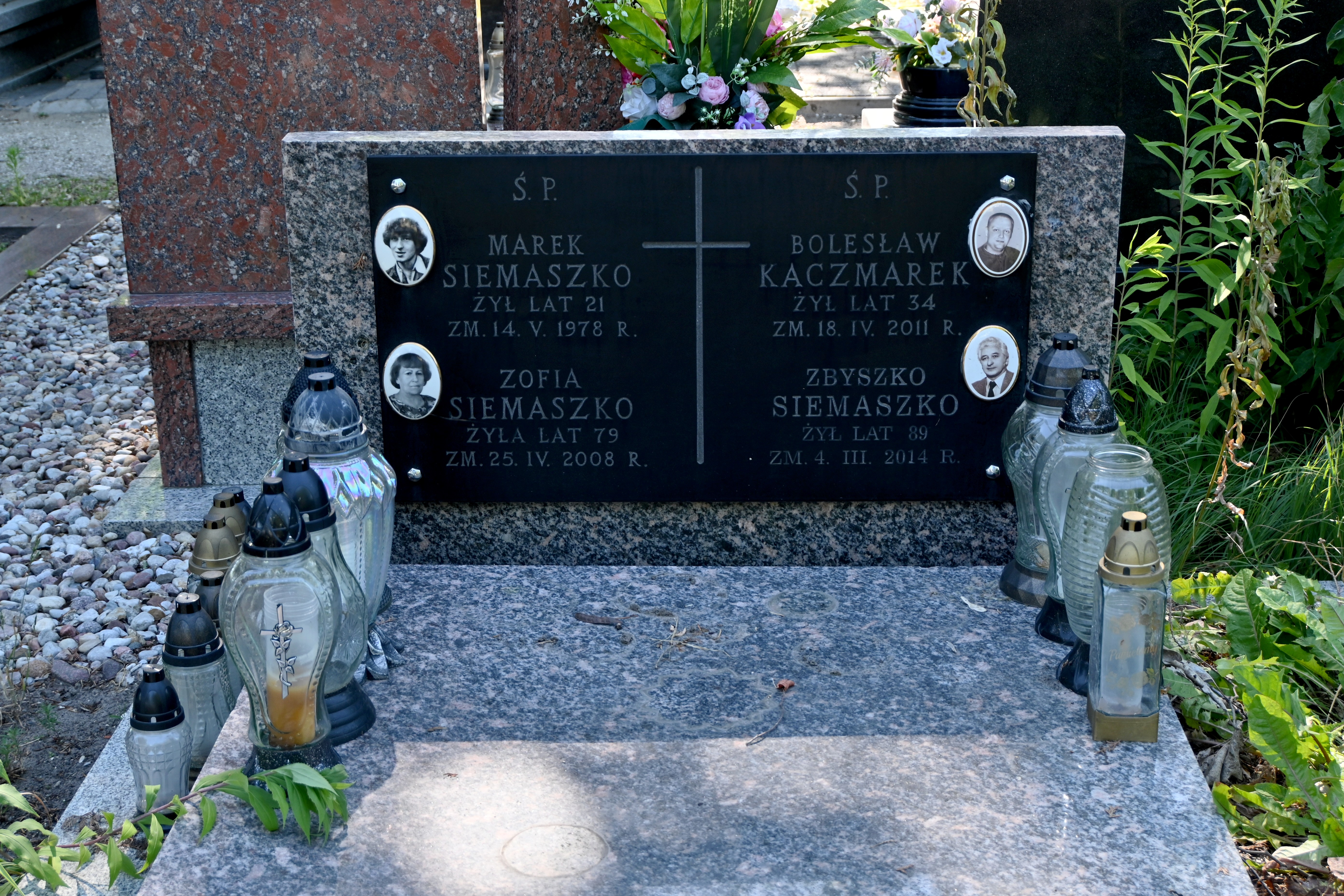
Grób fotografa Zbyszka Siemaszki